# آنلیان کارووا
آنلیان کارووا (انگلیسی: Anelia Karova؛ زادهٔ ۲۹ سپتامبر ۱۹۸۹) یک بازیکن تنیس روی میز است.